# جزيرة أرزنة
تقع جزيرة أرزنه على بعد حوالي 180 كم إلى الشمال الغربي من أبوظبيوتبعد حوالي 72 ميلاً عن خور العديد . طولها 12 ميل وعرضها ميل واحد ، ولجزء الشمالي للجزيرة مليئ بالتلال وتوجد نقطة يبلغ ارتفاعها200 قدم فوق سطح البحر ، والجزء الجنوبي سهل . ولا يوجد في الجزيرة ماء عذب ، كما أنها في الماضي كانت مقر لمصائد اللؤلؤ ، يوجد في الجزيرة مجمع سكني حديث للموظفين التابعين لشركة زادكو لأعمال التنقيب النفطية